# Phare de Málmey
Le phare de Málmey est un phare situé dans la région de Norðurland vestra, dans le Skagafjörður. Il est situé sur l'île de Málmey. 